# Saint-Sever-Calvados
Saint-Sever-Calvados ist eine ehemalige französische Gemeinde mit zuletzt 1.244 Einwohnern (Stand: 1. Januar 2014), den Séverins, im Département Calvados in der Region Normandie.
Zum 1. Januar 2017 wurde Saint-Sever-Calvados im Zuge einer Gebietsreform zusammen mit neun benachbarten Gemeinden als Ortsteil in die neue Gemeinde Noues de Sienne eingegliedert. Saint-Sever-Calvados stellt dabei als „übergeordneter Ortsteil“ den Verwaltungssitz von Noues-de-Sienne dar.

## Geographie
Saint-Sever-Calvados liegt etwa 60 Kilometer westsüdwestlich von Caen. Hier entspringt der Fluss Sienne. 
Umgeben wurde Saint-Sever-Calvados von den Nachbargemeinden Sept-Frères im Norden, Le Mesnil-Caussois im Nordosten, Mesnil-Clinchamps im Osten und Nordosten, Saint-Manvieu-Bocage im Osten und Südosten, Champ-du-Boult im Süden und Südosten, Le Gast im Süden, Coulouvray-Boisbenâtre im Südwesten, Fontenermont im Westen sowie Courson im Westen und Nordwesten.

## Bevölkerungsentwicklung
| Jahr                             | 1793  | 1836  | 1876  | 1926  | 1946  | 1968  | 1990  | 2014  |
| Einwohner                        | 1.539 | 1.685 | 1.540 | 1.400 | 1.680 | 1.415 | 1.409 | 1.244 |
| Quelle: Cassini, EHESS und INSEE |       |       |       |       |       |       |       |       |

## Sehenswürdigkeiten

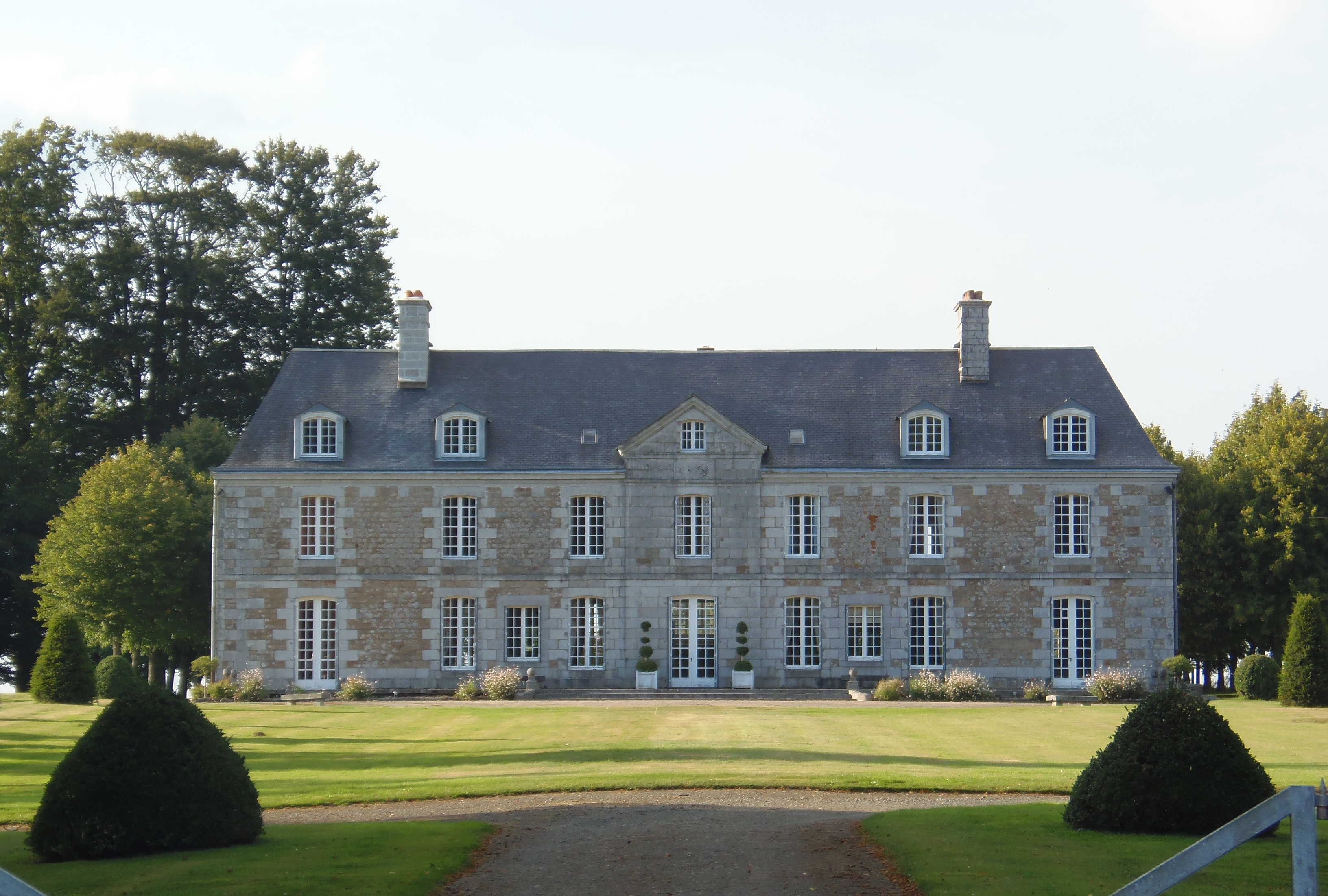
Schloss La Braiserie

- Kirche Notre-Dame, früheres Kloster aus dem 11. Jahrhundert, seit 1881 Monument historique;[3] eine Vielzahl von Objekten im Inneren ist gesondert als Monument historique gelistet[4]
- Einsiedlerkapelle aus dem 17. Jahrhundert; Teile der Ausstattung sind als Monument historique klassifiziert[4]
- Reste einer Motte, seit 1983 Monument historique[5]
- Wald von Saint-Sever mit Karmelitinnenkloster Saint-Sever-Calvados
- Schloss Launay
- Schloss La Braiserie
- Schloss Chenel